# Josip Zidanšek (agronom)
Josip Zidanšek, slovenski agronom zootehnik, * 23. februar 1883, Špitalič pri Slovenskih Konjicah, † 27. januar 1944, Špitalič pri Slovenskih Konjicah.

## Življenje in delo
Josip Zidanšek se je rodil v kmečki družini očetu Juriju in materi Mariji (rojena Brglez). Bil je nečak biblicista J. Zidanška. Ljudsko šolo je obiskoval v rojstnem kraju in Slovenskih Konjicah, klasično gimnazijo v Celju (1894–1896) in Mariboru (1896–1902), agronomijo pa študiral na dunajski Visoki šoli za kmetijstvo in gozdarstvo (Hochschule für Bodenkultur) in 1907 diplomiral. Po opravljeni praksi (volonter) na Windischgrätzovem veleposestvu v Slovenskih Konjicah je dve leti poučeval živinorejske predmete na slovenskem oddelku kmetijske šole v Gorici, 1910 pa postal predavatelj na novoustanovljeni kmetijski šoli v Šentjurju. Med 1. svetovno vojno je bil mobiliziran in v Galiciji težko ranjen. Po vojni se je za krajši čas vrnil v Šentjur. V letih 1919–1924 bil referent za živinorejo pri pokrajinski upravi v Ljubljani in hkrati honorarno predaval geodetom predmet enciklopedija zemljedelstva na Tehniški fakulteti. Od 1924 je bil načelnik kmetijskega oddelka velikega županstva v Mariboru, 1929 premeščen v Ljubljano na banovinsko upravo za načelnika kmetijskega oddelka, 1935 je bil imenovan za glavnega živinorejskega inšpektorja pri ministrstvu za kmetijstvo, 1937 za načelnika kmetijskega oddelka na banovinski upravi v Banji Luki, kjer je med drugim z A. Štrekljem pomagal pri naseljevanju primorskih Slovencev in istrskih Hrvatov. Po upokojitvi leta 1940 se je vrnil v rojstni kraj.
V začetku se je bavil s splošnim kmetijstvom, pozneje se je specializiral za živinorejo. Bil je naš prvi zootehnik, ki je uvajal in uvedel selekcijo domačih živali po genetskih in fenotipskih lastnostih ter proizvodnih sposobnostih. Prizadeval si je za vzrejo plemenskih živali, za boljše pridelke krme in za razvoj štajerske kokoši. Uvedel je tudi matično knjigovodstvo za goveje pasme in objavil precej strokovnih člankov.